# Alcyopis nigrovittata
Alcyopis nigrovittata är en skalbaggsart som beskrevs av Pierre Émile Gounelle 1909. Alcyopis nigrovittata ingår i släktet Alcyopis och familjen långhorningar. Inga underarter finns listade i Catalogue of Life.